# Crypsirina cucullata
A Crypsirina cucullata a madarak (Aves) osztályának verébalakúak (Passeriformes) rendjébe, ezen belül a varjúfélék (Corvidae) családjába tartozó faj.

## Rendszerezése
A fajt Thomas C. Jerdon brit zoológus és ornitológus írta le 1862-ben, Crypsirhina (Temia) cucullata néven.

## Előfordulása
Délkelet-Ázsiában, Mianmar területén honos. Természetes élőhelyei a szubtrópusi vagy trópusi száraz erdők és cserjések, valamint másodlagos erdők. Állandó, nem vonuló faj.

## Megjelenése
Testhossza 31 centiméter, testtömege 130-135 gramm.

## Szaporodása
|  |

## Természetvédelmi helyzete
Az elterjedési területe nem nagy, egyedszáma pedig csökken. A Természetvédelmi Világszövetség Vörös listáján mérsékelten fenyegetett fajként szerepel.